# Химические свойства
Химические свойства — свойства веществ (химических элементов, простых веществ и химических соединений), имеющие отношение к химическим процессам, то есть проявляемые в процессе химической реакции и влияющие на неё.
К химическим свойствам относятся способность реагировать с другими веществами, способность к разложению и к диссоциации. Одним из фундаментальных химических свойств химического элемента является его электроотрицательность.
В отличие от физических свойств, химические свойства вещества, такие как реакционная способность, трудно сопоставить с одной прямо измеримой численной величиной. Для характеристики реакционной способности используется ряд численных значений, каждое из которых зависит от конкретных условий измерения. Поэтому реакционная способность вещества воспринимается не как непосредственное свойство, а как обобщение результатов химических исследований.
Химические свойства вещества зависят не только от того, из каких химических элементов оно состоит, но и от структуры молекул вещества (структурная изомерия) и от пространственной конфигурации молекул (конформация, стереоизомерия). Как правило, вещества, имеющие одинаковый состав и структуру, имеют и одинаковые химические свойства, за исключением реакций с веществами другой пространственной конфигурации. Это различие особенно важно в биохимии, например, способность белка к реакции с другими биологически активными веществами может зависеть от способа его сворачивания.

## Примеры химических свойств
- Химические свойства воды
- Химические свойства металлов
- Химические свойства галогенов
- Химические свойства кислот
- Химические свойства спиртов
- Химические свойства щёлочей